# Calhoun Conquer
Calhoun Conquer war eine von 1987 bis 1991 existierende schweizerische Progressive-Thrash-Band aus Zürich, deren Eigenart es war, ihre Musikwerke fertig produziert Plattenfirmen anzubieten.

## Geschichte
Eine kurze Zeit schlicht „Conquer“ lautend, kombinierten die Brüder Christian Gerling, genannt „Geri“, und Stefan Gerling diesen Projektnamen mit dem Namen eines unschuldig wegen Mordes verurteilten Boxers. Derselbe Anlaut und die gleiche Zahl an Buchstaben gaben den Ausschlag für die Erweiterung. Der ausgebildete Architekt Christian Gerling hatte nicht viel von geregelter Arbeit gehalten und sich deshalb zunächst als Sport- und Musikjournalist versucht, um schliesslich als Musiker noch mehr kreative Selbstbestimmung zu erleben. Er gründete Calhoun Conquer zusammen mit seinem Bruder 1987 in Zürich. Bereits ein halbes Jahr nach Gründung, im Oktober, lagen die selbstfinanzierten Aufnahmen für eine EP vor. Auf ihnen sang Christian, ausserdem bediente er die Gitarre, während Stefan Bass spielte und für die Samples sorgte. Sessionmusiker übernahmen weitere Aufgaben. Keiner von ihnen gelangte anschliessend in die Band, weil sie nicht qualifiziert genug für beständige professionelle Arbeit erschienen. Die EP, die, nachdem das Label Chainsaw Murder Records gefunden worden war, den Titel … And Now You're Gone erhielt, war im August 1987 im Ebony Studio in Wohlen aufgenommen und im Berliner Music Lab abgemischt worden. Sie enthält eine Hüsker-Dü-Coverversion von Diane. Die Abbildung auf der Schallplattenhülle ist ebenfalls eine Neuinterpretation, und zwar die des Gemäldes Les Lupins von Maurice Sand aus der 1858 erschienenen Legendensammlung Légendes Rustiques. Das Bild mit den an einer Friedhofsmauer lehnenden Werwölfen wurde von mehreren Metal-Bands benutzt, so auch von der deutschen Bethlehem. Für das EP-Cover umrahmte der Designer Alain Kupper die Szenerie mit Gruselfiguren.
Für das Album Lost in Oneself wurde wieder die Eigenproduktion, sprich Selbstfinanzierung, gewählt, weil man sich in nichts hineinreden lassen wollte. Dieses zweite risikoreiche Unterfangen verschlang die letzten Geldreserven. Zumindest hatte man sich aus der teuren Schweiz hierfür im November 1988 ins bereits erprobte Music Lab nach Berlin begeben. (Nur das Lied Portals of Delerium wurde im Februar 1989 im Artag Studio in Zürich eingespielt und im April dort abgemischt.) Als Gitarrist war inzwischen Christian Muzik engagiert worden, nur für den Posten des Schlagzeugers waren die Gerling-Brüder nicht fündig geworden, weshalb ein Drumcomputer eingesetzt wurde. Als Produzent fungierte der Voivod-Produzent Harris Johns. Dank der Vermittlung des erst nachträglich hinzugekommenen Schlagzeugers Peter Haas ging die Rechnung auf, denn es wurde ein Kontrakt mit Aaarrg Records, dem Label des Mekong-Delta-Kopfes Ralph Hubert, geschlossen. Haas ist trotz verspäteten Einstiegs auf dem Innersleeve-Foto im Vordergrund stehend zu sehen. Zur äusseren LP-Gestaltung meinte Christian Gerling, die Skizze zweier an Pfählen hängender Menschen innerhalb einer computergerasterten Farblandschaft solle eine „heimtückische Computerwelt“ symbolisieren. Die Band war nun komplett, aber noch nicht bereit, live aufzutreten. Das behagte Muzik nicht, was die Stimmung untereinander trübte und letztendlich zum Ausstieg des Gitarristen führte. Unter den daraufhin ausprobierten Gitarristen war Christian „Chris“ Gora. Es ist allerdings nicht überliefert, ob mit ihm das Konzert am 28. Dezember 1990 in Werl – zusammen mit Rostok Vampires und Cox Orange – bestritten wurde und ob er der vierköpfigen Formation angehörte, die sich im September/Oktober 1991 im Artag-Studio aufhielt, um das Nachfolgealbum Consequences of Death beziehungsweise Consequences of Decay unter der Leitung von Voco Fauxpas (Treponem Pal, Celtic Frost, The Young Gods) einzuspielen. Wie gewohnt wurden die Herstellungskosten vorfinanziert und nach einem Label Ausschau gehalten, doch gab es keine diesbezügliche Erfolgsmeldung. Schlagzeuger Peter Haas trat noch im selben Jahr den in Bochum ansässigen Mekong Delta sowie den schweizerischen Bands Poltergeist und Krokus bei. Gitarrist Chris Gora blieb gleich ganz in Zürich, schloss sich der regional bekannten Rams Band an und etablierte sich als Studiomusiker und Gitarrenlehrer.

## Stil
Eduardo Rivadavia (Allmusic) beschreibt den Stil als „Progressive Thrash“, der Voivod und Mekong Delta in Erinnerung rufe.
Andrea Nieradzik vom Metal Hammer hörte neben Heavy Metal und Hardcore auch „Gruft/Wave-Klänge“ heraus. Die musikalische Richtung sei mit Voivod vorgegeben, aber Calhoun Conquer gehe dabei eigene Wege. Gesanglich liege Gerling nahe bei Snake (Voivod) wie auch bei Tom Warrior (Celtic Frost). Die Redaktion fasste im Jahresrückblick den Stil so zusammen: „Avantgardistischer Underground. Punk, Metal, Industrie- und Düstersounds diffus vermischt.“
Für das Rock Hard beschrieb Thomas Kupfer den Stil: „[…] es ist mehr als schwierig, den Stil der Jungs zu umreißen. Klingt ein Song wie Fuckhead noch punkbeeinflußt, so bietet die Band bei Psycho Trap gut konzipierten Thrash. Wie ein roter Faden zieht sich durch die LP (bei der man auch nach x-maligem Hören noch immer irgendwelche Besonderheiten entdecken kann) jedoch ein unüberhörbarer Voi Vod-Einfluß. Beabsichtigt ist diese Tatsache wohl nicht, aber vielleicht liegt es daran, dass die Franko-Kanadier eine ähnliche Einstellung wie die Schweizer besitzen bzw. intellektuell angehaucht sind. Calhoun Conquer als die europäische Antwort auf Voi Vod zu beschreiben, dürfte der Sache wohl am nächsten kommen.“
Im selben Heft erklärte Christian Gerling exemplarisch die Inhalte der Lieder Disgust and Hate und Psycho Trap. In ersterem geht es um einen Misanthropen in einem Aufschaukelungsprozess von allgemeiner Menschenverachtung hin zu konkretem Mitbürger-Hass. Seelische Abgründe behandelt auch Psycho Trap. Darin wird der Protagonist monatelang beschattet, sodass er dies mit der Zeit fast körperlich spürt und nach einem Ausweg aus seiner bedrückenden Lage sucht.

## Diskografie
- 1987: …And Now You're Gone (EP, Chainsaw Murder Records/We Bite Records)
- 1989: Lost in Oneself (Album, Aaarrg Records)